# جاکومو مودیکا
جاکومو مودیکا (انگلیسی: Giacomo Modica؛ زادهٔ ۳۱ مهٔ ۱۹۶۴) بازیکن فوتبال اهل ایتالیا است.
از باشگاه‌هایی که در آن بازی کرده‌است می‌توان به باشگاه فوتبال مسینا، باشگاه فوتبال آنکونا، باشگاه فوتبال پادوا، باشگاه فوتبال پالرمو، و باشگاه فوتبال ترنانا اشاره کرد.